# Bulbophyllum nasica
Bulbophyllum nasica là một loài phong lan thuộc chi Bulbophyllum.